# Rimkazol
Rimkazol je antagonist sigma receptora. Za sigma receptore se smatra da učestvuju u psihozi koja može da bude indukovana lekovima kao što su PCP i kokain. Rimkazol je originalno bio istraživan kao potencijalni antipsihotik sa različitim mehanizmom dejstva od tradicionalnih antipsihotičkih lekova. To nije u dovoljnoj meri potvrđeno kliničkim ispitivanjima tako da se rimkazol ne primenjuje za tu indikaciju.
Za rimkazol je utvrđeno da redukuje dejstvo kokaina, a za analoge rimkazola je pokazano da su veoma efektivni u blokiranju konvulzija uzrokovanih kokainskim predoziranjem u modelima na životinjama.